# خوان غارسيا (لاعب كرة قدم إسباني)
خوان غارسيا (بالإسبانية: Juan José García Granero)‏ (26 أبريل 1981 في إسبانيا - ) هو لاعب كرة قدم إسباني في مركز الوسط. شارك مع منتخب إسبانيا تحت 16 سنة لكرة القدم ومنتخب إسبانيا تحت 17 سنة لكرة القدم ومنتخب إسبانيا تحت 18 سنة لكرة القدم ومنتخب إسبانيا تحت 20 سنة لكرة القدم. أما مع النوادي، فقد لعب مع ريال سرقسطة وريال مدريد ونادي إلتشي ونادي خيريث ونادي فيسينداريو ونادي ليغانيس ويونيكوس وCD San Fernando de Henares ‏ وAD Cerro de Reyes ‏ وMéxico FC (Spain) ‏ وUniversidad de Las Palmas CF ‏ وDeportivo Aragón ‏.

## وصلات خارجية
- خوان غارسيا على موقع قاعدة بيانات كرة القدم.إي يو (الإنجليزية)